# Nemti
Nemti es un pueblo ubicado en el condado de Nógrád, Hungría.

## Superficie
Posee una superficie de 11,06 kilómetros cuadrados.

## Demografía
Hasta 2021 la población era de 757 habitantes, con una densidad de población de 68,44 habitantes por kilómetro cuadrado.